# Howard (Kansas)
Howard è una municipalità (township) capoluogo della Contea di Elk in Kansas, Stati Uniti. Al censimento del 2001 aveva una popolazione di 873 abitanti.

## Geografia fisica
Howard copre un'area di 64 km quadrati, possiede un solo cimitero.